# Oriol Sagrera i Saula
Oriol Sagrera i Saula   (Barcelona, 26 de novembre de 1986) és un empresari i jurista català És soci del despatx Auris Advocats i Consultors i membre del Consell d’Administració de Fira Circuit. Va ser secretari general del Departament d’Empresa i Treball de la Generalitat de Catalunya, conseller delegat del Circuit de Barcelona-Catalunya, vicepresident segon del Consorci de la Zona Franca de Barcelona i vocal del Consell General de Fira de Barcelona. També va formar part dels consells d'administració del Centre de Telecomunicacions i Tecnologies de la Informació, d'Infraestructures de la Generalitat de Catalunya i d'Empresa de Promoció i Localització Industrial de Catalunya (Avançsa).

## Història
L’any 2013 va obtenir el premi Francisco Tomás y Valiente de la Universitat de Barcelona.
En l’àmbit acadèmic va publicar “Conducta de la víctima e imputación objetiva. Autopuesta en peligro y heteropuesta en peligro consentida. Contribución al debate sobre la autorresponsabilidad en derecho penal” (2014) a la revista Libertas de la Fundació Internacional de Ciències Penals.
El 18 d’abril del 2022 el diari New Yorker va revelar una investigació de Citizen Lab "How democracies spy on their citizens" en la qual s’indica que Oriol Sagrera fou víctima d’espionatge durant el període en què va col·laborar amb l’advocat Andreu Van den Eynde en la defensa dels membres del Govern de Catalunya empresonats per haver organitzat el referèndum de l’1 d’octubre de l’any 2017. L’espionatge s’hauria realitzat mitjançant Pegasus, un malware que s’introdueix en els telèfons mòbils i permet accedir a tot el contingut del dispositiu. A la llista de persones víctimes d’aquest atac hi hauria més de 60 persones, entre les quals advocats, polítics, periodistes i membres de la societat civil catalana.